# Hotel Central Prag

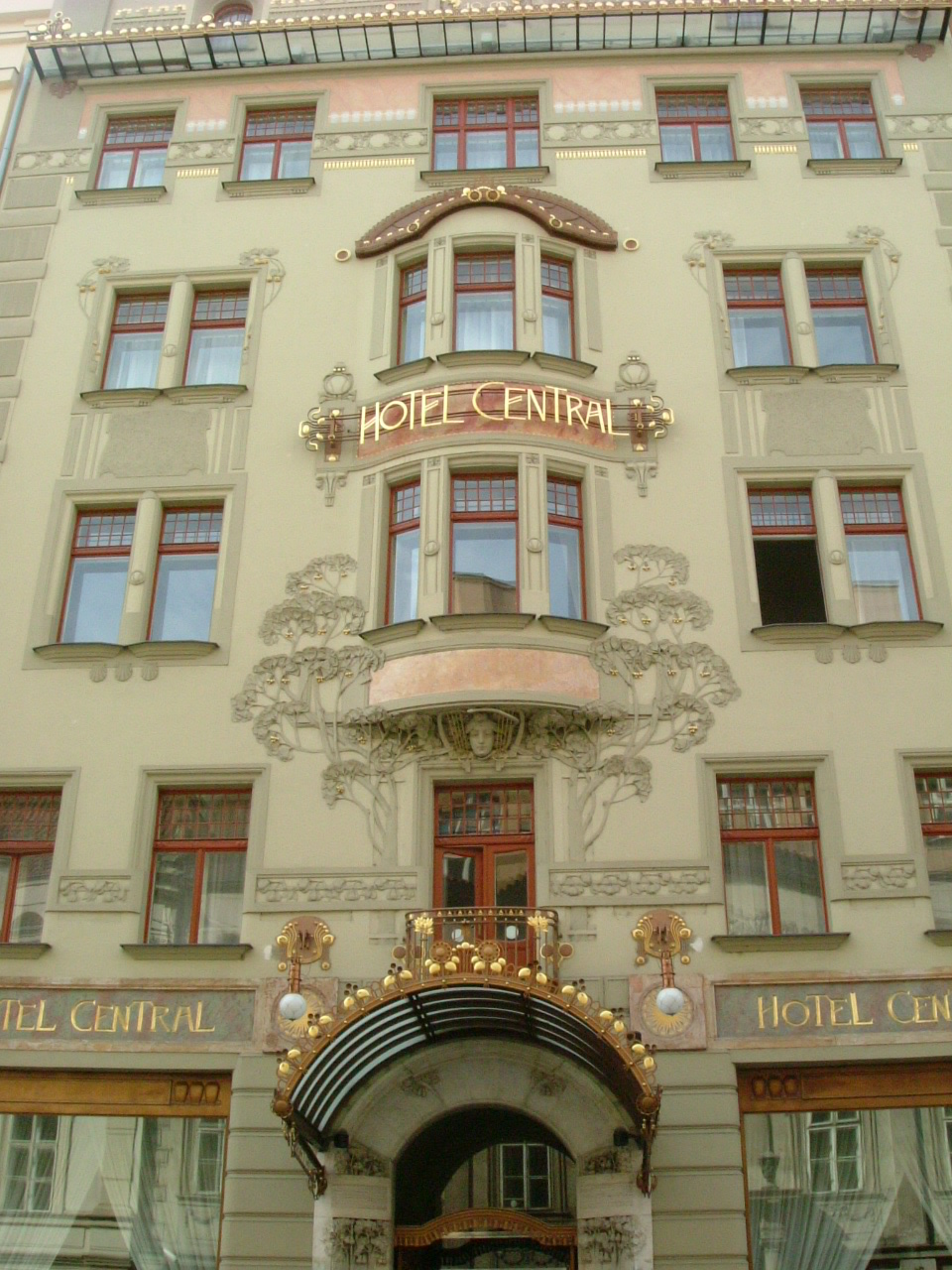
Hotel Central (2009)

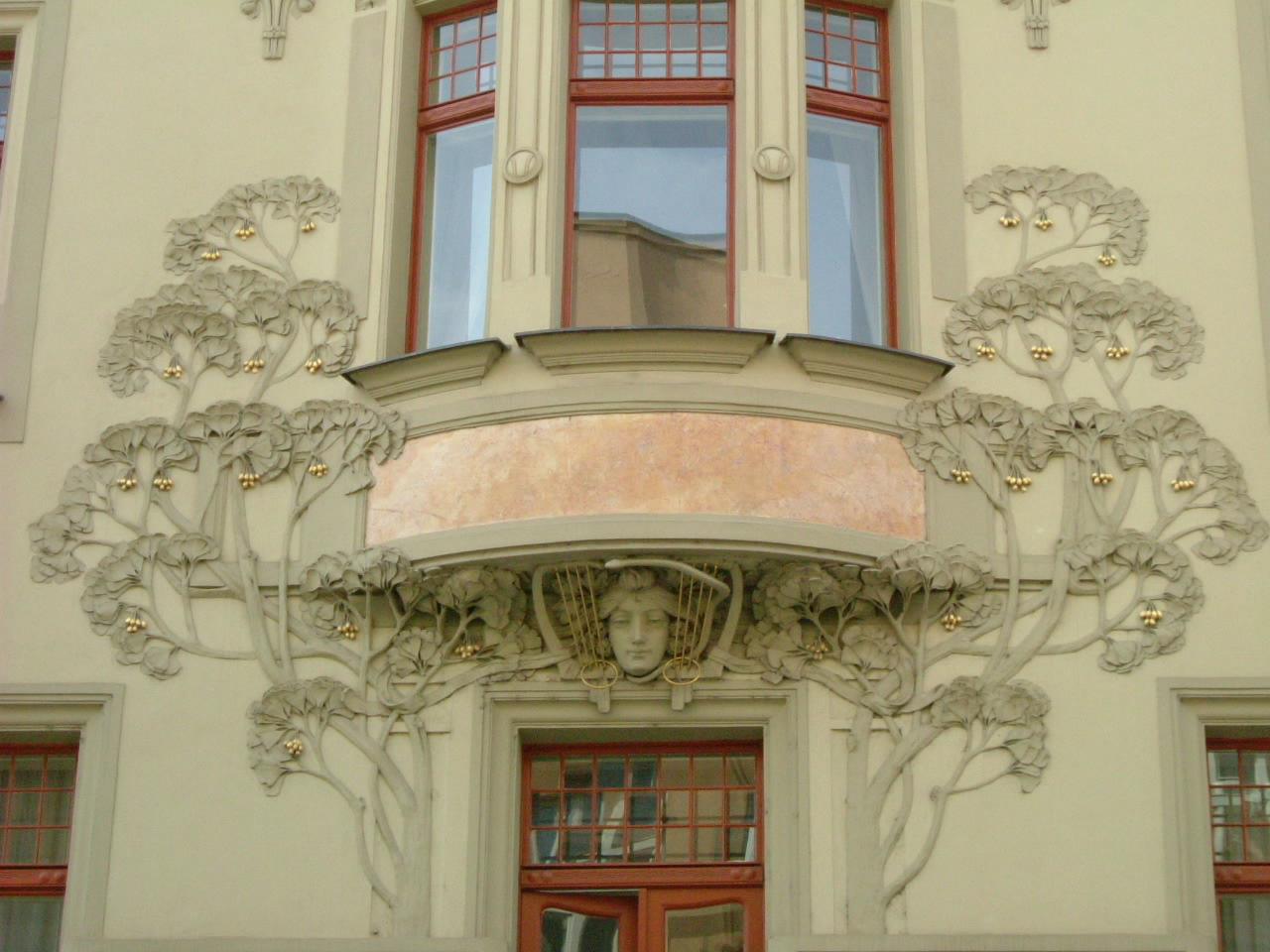
Detail der Fassade

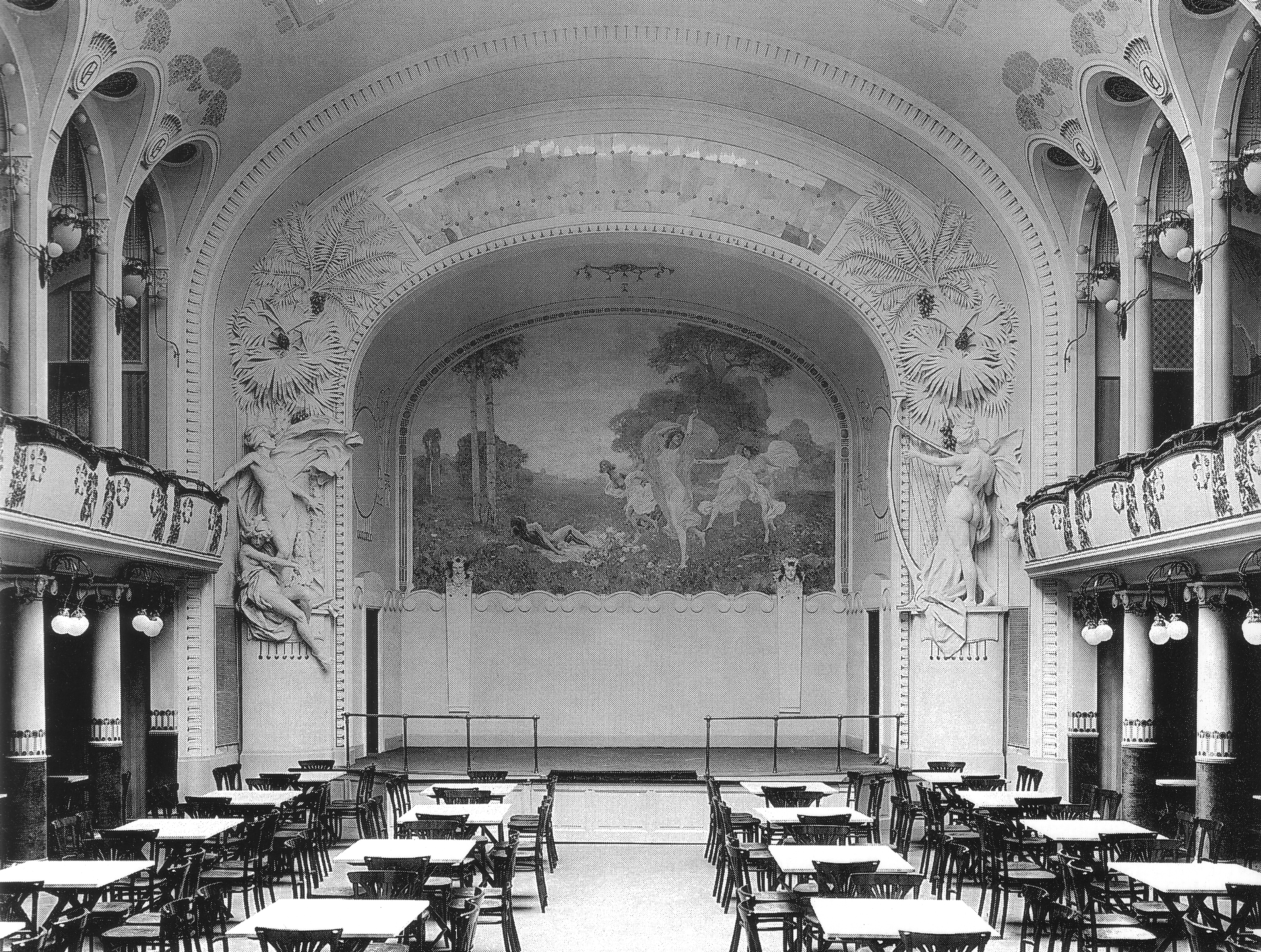
Festsaal (vor 1925), links und rechts der Bühne die gelegentlich verhüllten Figuren

Das Hotel Central ist eines der frühesten Bauwerke im Jugendstil in Prag. Es befindet sich in Prag 1, Hybernska 10.

## Baugeschichte
Das Gebäude wurde von 1898 bis 1900 nach Entwürfen der Architekten Friedrich Ohmann, Alois Dryák und Bedřich Bendelmayer durch den Baumeister Bělský errichtet. 1925 wurde der große Festsaal des Hotels in ein Kino und 1930 zum Theater umgebaut. Nach einer denkmalgerechten Restaurierung wird das Gebäude wieder als Hotel genutzt.

## Literarisches
Im großen Festsaal, der nicht nur von Gästen des Hotels genutzt, sondern auch von Dritten angemietet werden konnte, fand am 2. Dezember 1913 eine Feier des Prager Graben-Gymnasiums anlässlich des hundertsten Jahrestags der Völkerschlacht von Leipzig statt. Diese Feier verarbeitete der damalige Abiturient und spätere Schriftsteller Johannes Urzidil zur Erzählung Repetent Bäumel. Bei solchen Feiern wurden die nackten Frauenfiguren aus Gips im Saal mit schwarz-gelbem Tuch verhüllt, um »von den feierlichen Darbietungen nicht abzulenken«.
Karl Kraus las 1911 und 1913 in den Räumen mehrfach aus seinen Werken, bei mindestens einer dieser Veranstaltungen war Franz Kafka unter den Zuhörern. Kafka besuchte Ende 1911 dort außerdem mehrfach Theateraufführungen einer jüdischen Schauspielgruppe. Unter anderem gastierte 1909 Martin Buber als Redner im Central, 1919 Anton Kuh.